# جوزيف ادمون مارسيل
جوزيف ادمون مارسيل هو سياسي كندي، ولد في 22 أكتوبر 1854 في كونتركور في كندا، وتوفي في 5 نوفمبر 1925. حزبياً، نشط في الحزب الليبرالي الكندي. وقد انتخب عمدة وانتخب عضو مجلس العموم الكندي.